# Automatic (노래)
"Automatic"은 대한민국의 가수 챈슬러, 베이빌론, 트웰브, 문수진, 비비, 지셀의 싱글로, PYT 레코드, 아리스트 레코드, 미카이브를 통해 2020년 10월 14일에 발매되었다.

## 리믹스
박재범, 이하이, 제이미, 범키, 서사무엘, 수란, 후디, 수민, 마샬, 앤 원, 엘로, 오션프롬더블루, 쏠, 따마, 캐시, 진보, 저드, 수비, 베드, 시도, 오웰무드, 논이 참여한 리믹스는 2020년 11월 5일에 발매되었다. 한국 힙합 어워즈 올해의 R&B 트랙 후보에 올랐다.

### 배경
원곡 발매 후 많은 가수들이 #오토매틱챌린지를 단 게시물을 SNS를 통해 업로드했고, 이들 중 주요 벌스를 모아 신곡을 만들었다.

### 음악 및 가사
리믹스의 주제는 "연인과 함께 나누는 사랑"이다. 이하이와 제이미는 "연인과 사랑을 나누는 상황을 상세하게 그려"내고 "그동안 꼭꼭 숨겨왔던 근원의 감정을 도발적인 가사로 표현"한다. 베이빌론, 트웰브, 엘로의 "마초적인 느낌의 가사"와 "격정적인 보컬"은 조데시 등의 "R&B thug" 가수들과 비슷하다.

### 평가
<하입비스트>의 최용환은 리믹스가 다이나믹 듀오의 "동전한닢 (Remix)"나 그레이의 "119 REMIX"를 떠올리게 하고, "한국 알앤비 팬들을 위한 더할 나위 없는 선물"이라고 평했다.

### 수상 및 후보
| 시상식           | 연도 | 부문                | 결과 | 각주  |
| ---------------- | ---- | ------------------- | ---- | ----- |
| 한국 힙합 어워즈 | 2021 | 올해의 R&B 트랙     | 후보 | [ 4 ] |
| 한국 힙합 어워즈 | 2021 | 올해의 콜라보레이션 | 후보 | [ 4 ] |